# Star Wars Outlaws
Star Wars Outlaws är ett actionäventyrsspel utvecklat av Massive Entertainment och publicerad av Ubisoft under licens av Lucasfilm Games. Spelet kommer utspela sig i Star Wars-universumet i perioden mellan Rymdimperiet slår tillbaka och Jedins återkomst. Spelet släpptes för Playstation 5, Windows och Xbox Series X/S den 30 augusti 2024.

## Spelupplägg
Star Wars Outlaws är ett enspelarspel i tredje person som utspelar sig i Star Wars-universumet. Spelet utspelar sig i en öppen värld mellan händelserna i Rymdimperiet slår tillbaka och Jedins återkomst, och innehåller smygstrid och öppen strid, fordonsstrid, rymdstrid och dialoger. Som spelare tar man kontroll över den fredlösa skurken Kay Vess (porträtterad av Humberly González) och hennes följeslagare Nix (porträtterad av Dee Bradley Baker) när de försöker att utföra ett av de största rånen som Outer Rim någonsin sett.

## Gameplay
Spelaren styr protagonisten Kay Vess, som utforskar en mängd olika världar på en speederbike och färdas mellan planeter med sitt rymdskepp, Trailblazer. 
Spelet innehåller actionmoment där spelaren kan bekämpa fiender via närstrid eller använda sin blaster.
Kay kan dra nytta av föremål i omgivningen och har en "Adrenaline"-förmåga som saktar ner tiden för snabba attacker. Nix kan undersöka miljön, interagera med objekt samt distrahera eller anfalla fiender.
Spelet har en öppen värld där spelaren kan utforska planeter och omloppsbanor. Det finns fyra fraktioner vars påverkan på handlingen beror på spelarens val, samt ett sexnivåers "wanted"-system som avgör hur intensivt imperiets styrkor jagar Kay.
Spelaren kan förbättra både Kay och Nixs förmågor och uppgradera utrustning genom att genomföra uppdrag och samla krediter.

## Utveckling
Den 13 januari 2021 meddelade Ubisoft att ett Star Wars-spel var under utveckling av Massive Entertainment och under licens av Lucasfilm Games. Spelet skulle ha fokus på sin historia och öppna värld. Massive Entertainment började rekrytera ytterligare medlemmar till sitt utvecklingsteam, delvis på grund av utvecklingen av Avatar: Frontiers of Pandora som pågick samtidigt.
En cinematisk trailer visades under Xbox Games Showcase den 11 juni 2023. Dagen efter visades även en tio minuters gameplay-video vid Ubisoft Forwards showcase. Spelets utveckling var under ledning av spelregissören Mathias Karlson och den kreativt ansvarige Julian Gerighty. Nikki Foy är huvudförfattare och Navid Khavari är "narrative director".